# Echipa națională de fotbal a Insulelor Cook
Echipa națională de fotbal a Insulelor Cook reprezintă Insulele Cook în competițiile fotbalistice organizate de FIFA și Confederația de Fotbal din Oceania. Cu o populație de numai 24.000 de oameni este una din cele mai mici echipe din lume.

## Campionatul Mondial
- 1930 până în 1994 - nu a participat
- 1998 până în  2010 - nu s-a calificat

### Meciurile din calificările pentru Campionatul Mondial
| Dată                               | Loc      | Adversar         | Scor | Marcatori                                       |  |
| ---------------------------------- | -------- | ---------------- | ---- | ----------------------------------------------- |  |
| Campionatul Mondial de Fotbal 1998 |          |                  |      |                                                 |  |
| 11.11.1996                         |          | Tonga            | 0:2  |                                                 |  |
| 13.11.1996                         |          | Samoa            | 1:2  |                                                 |  |
| Campionatul Mondial de Fotbal 2002 |          |                  |      |                                                 |  |
| 04.06.2001                         | Auckland | Insulele Solomon | 1:9  | Niki Te-Miha                                    |  |
| 06.06.2001                         | Auckland | Vanuatu          | 1:8  | Junior Puroki                                   |  |
| 08.06.2001                         | Auckland | Noua Zeelandă    | 0:2  |                                                 |  |
| 11.06.2001                         | Auckland | Tahiti           | 0:6  |                                                 |  |
| Campionatul Mondial de Fotbal 2006 |          |                  |      |                                                 |  |
| 10.05.2004                         | Honiara  | Tahiti           | 0:2  |                                                 |  |
| 12.05.2004                         | Honiara  | Insulele Solomon | 0:5  |                                                 |  |
| 15.05.2004                         | Honiara  | Tonga            | 1:2  | John Pareanga                                   |  |
| 17.05.2004                         | Honiara  | Franța           | 0:8  |                                                 |  |
| Campionatul Mondial de Fotbal 2010 |          |                  |      |                                                 |  |
| 27.08.2007                         | Apia     | Fiji             | 0:4  |                                                 |  |
| 29.08.2007                         | Apia     | Franța           | 0:3  |                                                 |  |
| 01.09.2007                         | Apia     | Tuvalu           | 4:1  | Teariki Mateariki (2), Tom Le Mouton, Kunda Tom |  |
| 03.09.2007                         | Apia     | Tahiti           | 0:1  |                                                 |  |

## Cupa Oceaniei pe Națiuni
- 1973 până în 1996 - nu a participat
- 1998 - Grupe
- 2000 - Grupe
- 2002 - s-a retras
- 2004 până în 2008 - nu s-a calificat

## Jocurile Sud-Pacifice
- 1963 până în 1969 - nu a participat
- 1971 - Prima rundă
- 1975 până în 1991 - nu a participat
- 1995 - Prima rundă
- 2003 - nu a participat
- 2007 - Prima rundă

## Lot
| Număr     | Nume                      | Țară/Echipă                    |         |         |         |
| Portari   | Portari                   | Portari                        | Portari | Portari | Portari |
| --------- | ------------------------- | ------------------------------ | ------- | ------- | ------- |
| 01        | Tony Jamieson             | Insulele Cook Sokattack Nikao  |         |         |         |
| 21        | Remi Wearing              | ???                            |         |         |         |
| Fundași   |                           |                                |         |         |         |
| 02        | Paul van Eijk             | Insulele Cook Sokattack Nikao  |         |         |         |
| 03        | Edward Wilfrid Brogan     | ???                            |         |         |         |
| 04        | John Pareanga             | Insulele Cook Matavera FC      |         |         |         |
| 11        | Edward Trollet            | Insulele Cook Tupapa FC        |         |         |         |
| 16        | Daniel Shepherd           | Noua Zeelandă Waitakere United |         |         |         |
| 20        | James Katoa               | ???                            |         |         |         |
| Mijlocași |                           |                                |         |         |         |
| 05        | Miitamariki Joseph        | Insulele Cook Tupapa FC        |         |         |         |
| 06        | Stephen Willis            | Insulele Cook Sokattack Nikao  |         |         |         |
| 07        | Adrian Shepherd           | ???                            |         |         |         |
| 08        | Thomas Le Mouton          | Noua Zeelandă Albany United    |         |         |         |
| 12        | Anonga Nardu Tisam        | Insulele Cook Sokattack Nikao  |         |         |         |
| 14        | John Michael Quijano      | ???                            |         |         |         |
| 15        | Paavo Tariu Mustonen      | Insulele Cook Sokattack Nikao  |         |         |         |
| 17        | Augusty Tihoni Bartillard | Insulele Cook Puaikura FC      |         |         |         |
| 18        | Nathan Tisam              | Insulele Cook Sokattack Nikao  |         |         |         |
| Atacanți  |                           |                                |         |         |         |
| 09        | Kunda Tom                 | ???                            |         |         |         |
| 10        | Eugenie Tatuava           | Insulele Cook Tupapa FC        |         |         |         |
| 13        | Teariki Mateariki         | Insulele Cook Sokattack Nikao  |         |         |         |
| Antrenor  |                           |                                |         |         |         |
|           | Tim Jerks                 | Australia                      |         |         |         |

## Antrenori
- Alex Napa (1996-1998)
- Alan Taylor (2000-2001)
- Luigi McKeown (2001-2004)
- Tim Jerks (2004-)